# Josh Power
Josh Power, född 30 september 2019, är en fransk varmblodig travhäst som tränas och körs av Sébastien Ernault.
Han började tävla i december 2021 och inledde med en andraplats för att sedan ta sin första seger i åttonde starten. Han har hittills sprungit in 486 530 euro på 34 starter, varav 3 segrar och 7 andraplatser samt 9 tredjeplatser. Karriärens hittills största seger har kommit i Critérium des 4 ans (2023) och Critérium des 5 ans (2024).
Han har även segrat i Prix de Gien (2022) samt kommit på andraplats i Prix Bellino II (2023), Prix Phaeton (2023), Critérium Continental (2023), Prix Ovide Moulinet (2024) och på tredjeplats i Prix Kalmia (2022), Prix Vindex (2023), Prix de Milan (2023), Prix de Geneve (2023), Prix Octave Douesnel (2023).
Han är halvbror med Go On Boy genom stoet Balginette.

## Statistik
| Statistik för Josh Power (Ref.) | Statistik för Josh Power (Ref.) | Statistik för Josh Power (Ref.) | Statistik för Josh Power (Ref.) | Statistik för Josh Power (Ref.) | Statistik för Josh Power (Ref.) |
| ------------------------------- | ------------------------------- | ------------------------------- | ------------------------------- | ------------------------------- | ------------------------------- |
| Starter                         | Placeringar                     | Startprissumma                  | Segerprocent                    | Platsprocent                    | Rekord                          |
| 34                              | 3-7-9                           | 486 530 euro                    | 9 %                             | 56 %                            | 1.09,9ak,                       |

### Större segrar
| År   | Lopp                | Kusk              | Vinstbelopp | Grupp   |
| ---- | ------------------- | ----------------- | ----------- | ------- |
| 2022 | Prix de Gien        | Benjamin Rochard  | 31 500 EUR  | Grupp 3 |
| 2023 | Critérium des 4 ans | Sébastien Ernault | 135 000 EUR | Grupp 1 |